# Крутских, Владислав Витальевич
Владислав Витальевич Крутских (род. 19 июня 1995, Воронеж, Россия) — российский певец, теле- и радиоведущий. Экс-участник бойз-бэнда «Герои» (2010—2017 гг.), экс-участник детской эстрадной группы «Волшебники двора» (2000—2010 гг.).

## Биография
В семье Владислав — единственный музыкант. Его мать Татьяна — домохозяйка, а отец Виталий — инспектор рыбного производства. Владислав начал проявлять интерес к музыке в возрасте 4 лет, когда стал самостоятельно подбирать мелодии на синтезаторе. В 5 лет он пришёл в детскую эстрадную группу «Волшебники двора», где сразу увидели его одаренность и готовность много работать над собой. Среднее образование получил в МБОУ СОШ № 23 г. Воронежа.
В 2002 году Владислав получил первую премию на международном детском фестивале «Аплаус» в Латвии. Владислав также является Дипломантом Международного конкурса детской песни «Земля под белыми крыльями» (Беларусь) и обладателем Гран-При Международного конкурса «Звёздочка» (Украина) в 2004 году. Он стал лауреатом международных конкурсов и фестивалей «Аллея звёзд» (Россия), «Пусть смеются дети» (Москва) в 2003 году, лауреатом Всероссийских конкурсов детского творчества «Муравейник-2005» и «Салют, Победа».
Также Владислав участвовал в телепрограммах «Шире круг», «Фабрика звёзд», «Субботний вечер», «Утренняя почта».
Владислав стал победителем Всемирного чемпионата исполнительских искусств под патронажем президента США Джорджа Буша и губернатора Калифорнии Арнольда Шварценеггера, который проходил с 6 по 14 августа 2005 года в Лос-Анджелесе. Песни «Иван Купала» и «See the sunrise» принесли ему две золотые медали в номинациях «Voice of the world» и «Broadway Music».
26 ноября 2005 года Владислав первым из россиян представил свою страну на Детском Евровидение в бельгийском городе Хасселт, где занял 9 место.
13 января 2007 года в Горбушкином дворе, на сцене «Мобайл Плазы», состоялась презентация сольного альбома Владислава Крутских. На презентации Владислав исполнил большинство песен из своего дебютного альбома, который стал одним из самых успешных детских альбомов России, разойдясь тиражом 15000 экземпляров (данные приведены с момента официального релиза альбома 13 марта 2007 года по март 2008 года).
23 января 2007 года Владислав Крутских представил свою страну на Шестом Международном Нильском конкурсе песни в Египте, который проводится под патронажем супруги президента.
В 2009 году Владислав стал одним из ведущих передачи «Волшебный Хит Парад» на радио «Мелодия-Воронеж».
25 сентября 2010 год он дебютировал в качестве ведущего программы «Голоса России» на «Детском радио», став, таким образом, самым юным ведущим этой радиостанции..
В начале декабря 2010 года было объявлено о создании группы «Герои», состоящей из 4-х участников «Волшебников Двора». Одним из солистов «Героев» стал Владислав Крутских.
В 2012 году стал ведущим телепрограммы «Служба спасения домашнего задания» на телеканале Карусель.
В 2016 году получил степень бакалавра в Российской государственной академии интеллектуальной собственности по направлению «Управление интеллектуальной собственностью». В 2018 году там же получил степень магистра.
С февраля 2022 года выступает под новым сценическим псевдонимом KVDMAN.

## Дискография
Сольными дисками Владислава Крутских являются исключительно альбом «Звёзды молчат» и сингл «Hello Hello». Другие были записаны в составе групп «Волшебники Двора» и «Герои».
- 2006 — «Звёзды молчат» (Монолит Рекордс)
- 2006 — «Дорога к солнцу» (Весть ТДА)
- 2007 — «Настроение детям» (Фирма грамзаписи «Никитин»)
- 2007 — «Иван Купала» (Монолит Рекорд)
- 2009 — Hello Hello (Sanya Entertainment)
- 2009 — Детские песенки о главном (Монолит Рекорд)
- 2010 — Волшебная пластинка (CD Land)[7]
- 2014 — Пока мы молоды (первый альбом в составе группы «Герои»).
- 2015 — «Beautiful Life (Remixes)» (в составе группы «Герои»)
- 2017 — «Будем счастливы» (последний альбом в составе группы «Герои»).
- 2022 — Выпустил первый сингл под новым сценическим псевдонимом KVDMAN совместно с MERTI — «Снова курю».
- 2022 — В сентябре 2022 выпустил первый сольный сингл KVDMAN — «Незакрытый гештальт».
- 2022 — 16 ноября 2022 выпустил сингл KVDMAN — «Волчья».
- 2023 — 15 марта 2023 года выпустил сингл KVDMAN — «Как же так».
- 2023 — 13 апреля 2023 года выпустил сингл KVDMAN — «Заблокирован», а также выпустил mood video.
- 2023 — 20 июля 2023 года выпустил сингл KVDMAN — «Убил любовь».